# Joaquin Phoenix
Pour les articles homonymes, voir Phoenix.
Joaquín Rafael Bottom, dit Joaquin Phoenix (/hwɑˈkin ˈfinɪks/), né le 28 octobre 1974 à San Juan (Porto Rico), est un acteur, producteur, musicien et militant écologiste américain.
Phoenix a commencé à jouer dans des séries télévisées avec son frère River Phoenix et sa sœur Summer. Son premier film majeur est Cap sur les étoiles sorti en 1986.
Il a parfois été crédité sous le pseudonyme de « Leaf Phoenix », mais il est ensuite revenu à son prénom de naissance, Joaquin.
Il a reçu nombre de critiques positives dès le début de sa carrière pour son talent d'acteur notamment dans l'adaptation cinématographique du roman Prête à tout (1995) et dans le film d'époque Quills, la plume et le sang (2000).
Il a attiré l'attention internationale pour son interprétation de Commode dans le film épique historique Gladiator de Ridley Scott, sorti en 2000, qui lui a valu une nomination à l'Oscar du meilleur acteur dans un second rôle et définitivement lancé sa carrière.
Par la suite, il a été nommé aux Oscars dans la catégorie meilleur acteur pour son interprétation du chanteur Johnny Cash dans le film Walk the Line (2005) et pour son rôle de Freddie Quell, un ancien combattant alcoolique obsédé par le sexe dans le film dramatique The Master (2012), qui lui a permis de remporter la Coupe Volpi du meilleur acteur.
Parmi ses autres films notables figurent The Yards (2000), Buffalo Soldiers (2001), le thriller de science-fiction Signes (2002), le film dramatique historique Hôtel Rwanda (2004), le thriller psychologique Le Village (2004), le thriller La nuit nous appartient (2007), le drame romantique Two Lovers (2008), le drame The Immigrant (2013), le drame de science-fiction romantique Her (2013), le film de comédie policière Inherent Vice (2014), le thriller A Beautiful Day (2017) ou encore Les Frères Sisters (2018).
Il interprète le Joker en 2019 dans le film du même nom de Todd Phillips, succédant ainsi à Cesar Romero, Jack Nicholson, Heath Ledger et Jared Leto. Son jeu d'acteur reçoit d'excellentes critiques, lui valant notamment l'Oscar du meilleur acteur lors de la cérémonie 2020. Il reprend son rôle dans Joker : Folie à deux, aux côtés de Lady Gaga, film sorti en septembre 2024.
Il est également connu pour son activisme antispéciste contre l'exploitation des animaux par les humains,. Il est végane depuis l'âge de trois ans et a été la personne de l'année du PETA en 2019,.

## Biographie

### Jeunesse
Joaquin Phoenix, de son vrai nom Joaquín Rafael Bottom, et crédité Leaf Phoenix dans certains films, a grandi dans une famille d’acteurs. Son père, John Lee Bottom est un Californien d'origine anglaise, allemande, française et mexicaine alors que sa mère, Arlyn Sharon Dunetz est née dans le quartier du Bronx, à New York, de parents juifs ashkénazes venus de Russie et de Hongrie. Les parents de Joaquin faisaient partie de la secte des Enfants de Dieu et déménageaient fréquemment. Il a vécu dans l’Oregon, au Mexique, en Amérique centrale, en Floride et brièvement au Venezuela, pays qu'il quitte avec sa famille à l'âge de 3 ans, à bord d'un cargo, pour rejoindre les États-Unis.
Il a trois sœurs et un frère : River, né en 1970 et mort d'une overdose en 1993, Rain, née en 1972, Liberty, née en 1976, et Summer, née en 1978, ainsi qu'une demi-sœur, Jodean Bottom, née en 1964.

### Carrière

#### Débuts et révélation précoce (années 1980 et 1990)

Joaquin Phoenix au Festival de Cannes 2000, pour la présentation de The Yards.

Enfant, Joaquin Phoenix fait ses débuts d’acteur à la télévision, parfois avec sa sœur Liberty, dans des séries, dont Arabesque (Murder, She Wrote) et Seven Brides for Seven Brothers (en), et aux côtés de son frère River dans le téléfilm Backwards: The Riddle of Dyslexia (en), qui lui vaut un Young Artist Award, ainsi que dans le téléfilm Kids Don't Tell (en), en 1985, aux côtés de Judith Barsi.
À dix ans, il tient son premier rôle au cinéma dans Cap sur les étoiles, puis joue dans Russkies un an plus tard, avec sa sœur Summer et Carol King. En 1989, il incarne dans Portrait craché d'une famille modèle le jeune fils du personnage d'Helen Buckman, jouée par Dianne Wiest.
En 1995, il est remarqué pour son interprétation de Jimmy face à Nicole Kidman dans la comédie noire de Gus Van Sant Prête à tout,. Ce film marque le véritable début de sa carrière et lui permet de jouer des rôles plus adultes. En 1996, il partage avec Liv Tyler et Billy Crudup la vedette des Années rebelles et l’année suivante, il incarne le très jaloux Toby N. Tucker, petit ami de Claire Danes dans U-Turn.
Depuis, il a été le partenaire de Vince Vaughn et Anne Heche pour Loin du paradis, et a retrouvé Vince Vaughn, cette fois en compagnie de Janeane Garofalo, pour Clay Pigeons. On l’a vu ensuite dans 8 Millimètres, avec Nicolas Cage.
En 2000, il a été salué pour ses prestations dans trois films. Il a tourné avec Russell Crowe dans Gladiator, sous la direction de Ridley Scott. Son interprétation de l’empereur Commode lui a valu une nomination à l’Oscar du meilleur second rôle, les Prix du National Board of Review et de la Broadcast Film Critics, et le Blockbuster Entertainment Award. Il a été cité au Screen Actors Guild Award, au Golden Globe, au Golden Satellite Award et à l’On-Line Film Critics Award. Il a également été plébiscité pour The Yards, avec Mark Wahlberg, Charlize Theron et James Caan, et salué pour son rôle face à Kate Winslet et Geoffrey Rush dans Quills, adaptation de la pièce lauréate d’un Obie Award de Doug Wright (en) mettant en scène le marquis de Sade.

#### Progression et confirmation critique (années 2000)

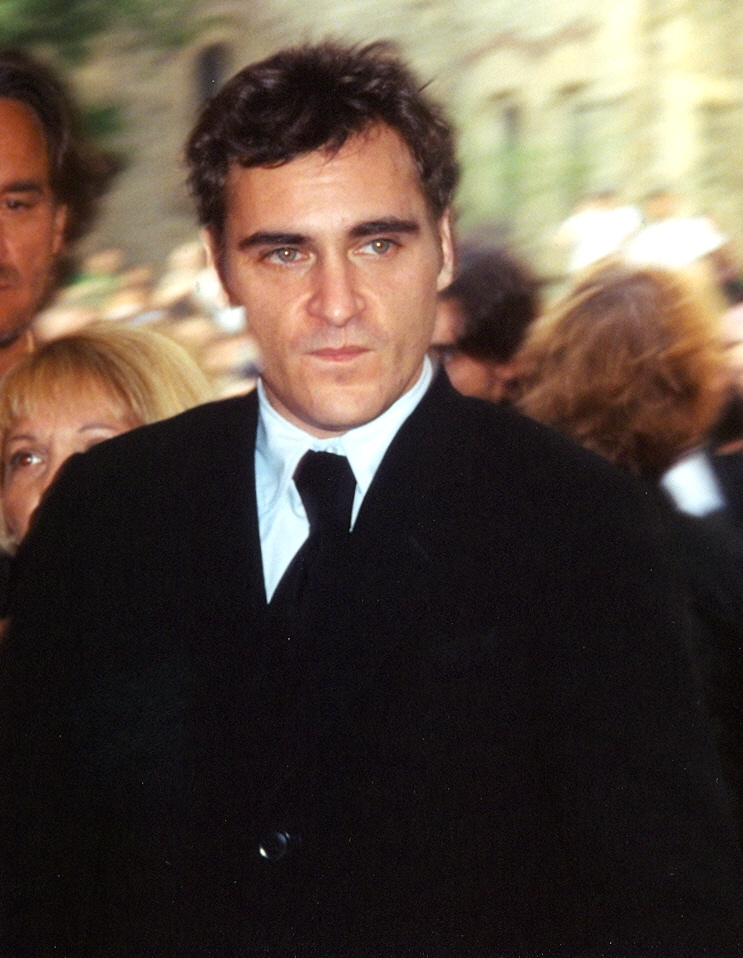
L'acteur au Festival International du Film de Toronto 2005, pour la première de Walk the Line.

Il a joué dans la comédie noire Buffalo Soldiers, écrite et réalisée par Gregor Jordan, d’après le roman de Robert O’Connor. Il y avait pour partenaires Ed Harris et Anna Paquin.
En 2002, il tourne le thriller fantastique Signes, sous la direction de M. Night Shyamalan, aux côtés de la star Mel Gibson. L’année suivante, il joue dans It's All About Love, de Thomas Vinterberg, avec Claire Danes, et prête sa voix à Kinaï dans la version originale du film d’animation Frère des ours, puis retrouve M. Night Shyamalan en incarnant Lucius Hunt, l'un des habitants du Village, rôle écrit sur mesure par le cinéaste.
L'année 2004 est aussi marquée par la sortie du drame Piège de feu, de Jay Russell, où il a cette fois pour partenaire John Travolta, mais surtout de l'acclamé Hôtel Rwanda, de Terry George, aux côtés de Don Cheadle et Nick Nolte.
Mais c'est en 2005 qu'il impressionne la critique, en tête d'affiche d'un biopic, Walk the Line. Sous la direction de James Mangold, il livre une performance saluée par la critique en interprétant Johnny Cash. Il décroche le Golden Globe du meilleur acteur, ainsi qu'une nomination aux Oscars dans la même catégorie. Il interprète lui-même les chansons du film (tout comme Reese Witherspoon, sa partenaire de jeu, qui interprète June Carter) et a appris à jouer de la guitare. Il a également raconté Earthlings (2005), un documentaire antispéciste sur l'enquête sur la maltraitance des animaux dans les fermes industrielles, les animaleries et pour la recherche scientifique. Pour sa narration, il a reçu le Humanitarian Award au Festival international du film de San Diego en 2005.
Il retrouve ensuite le réalisateur de The Yards, James Gray, avec lequel il tourne le polar La nuit nous appartient en 2007, puis le drame romantique Two Lovers en 2008, tous deux présentés en compétition officielle au Festival de Cannes. Si le premier passe inaperçu, le second est acclamé par la critique internationale.
Le 28 octobre 2008, il annonce dans l'émission télévisée Extra qu'il souhaite désormais se consacrer entièrement à la musique. Il déciderait donc de mettre un terme à sa carrière au cinéma. Le site Internet de The Hollywood Reporter confirme cette décision, en annonçant que l'acteur entamerait une carrière de rappeur, en précisant que son premier album serait produit par Sean Combs (Puff Daddy). Néanmoins, le canular finit par être révélé début 2009. Il s'agissait d'une performance de l'acteur, participant au lancement du vrai-faux documentaire filmé par son beau-frère Casey Affleck. Le 10 septembre 2010 sort ainsi le film indépendant I'm Still Here. Joaquin Phoenix et Casey Affleck confirment alors, quelques jours après sa sortie, que tout a été tourné avec des acteurs et que l'histoire a été inventée, ce qui fait du film un documenteur.

#### Consécration (années 2010)

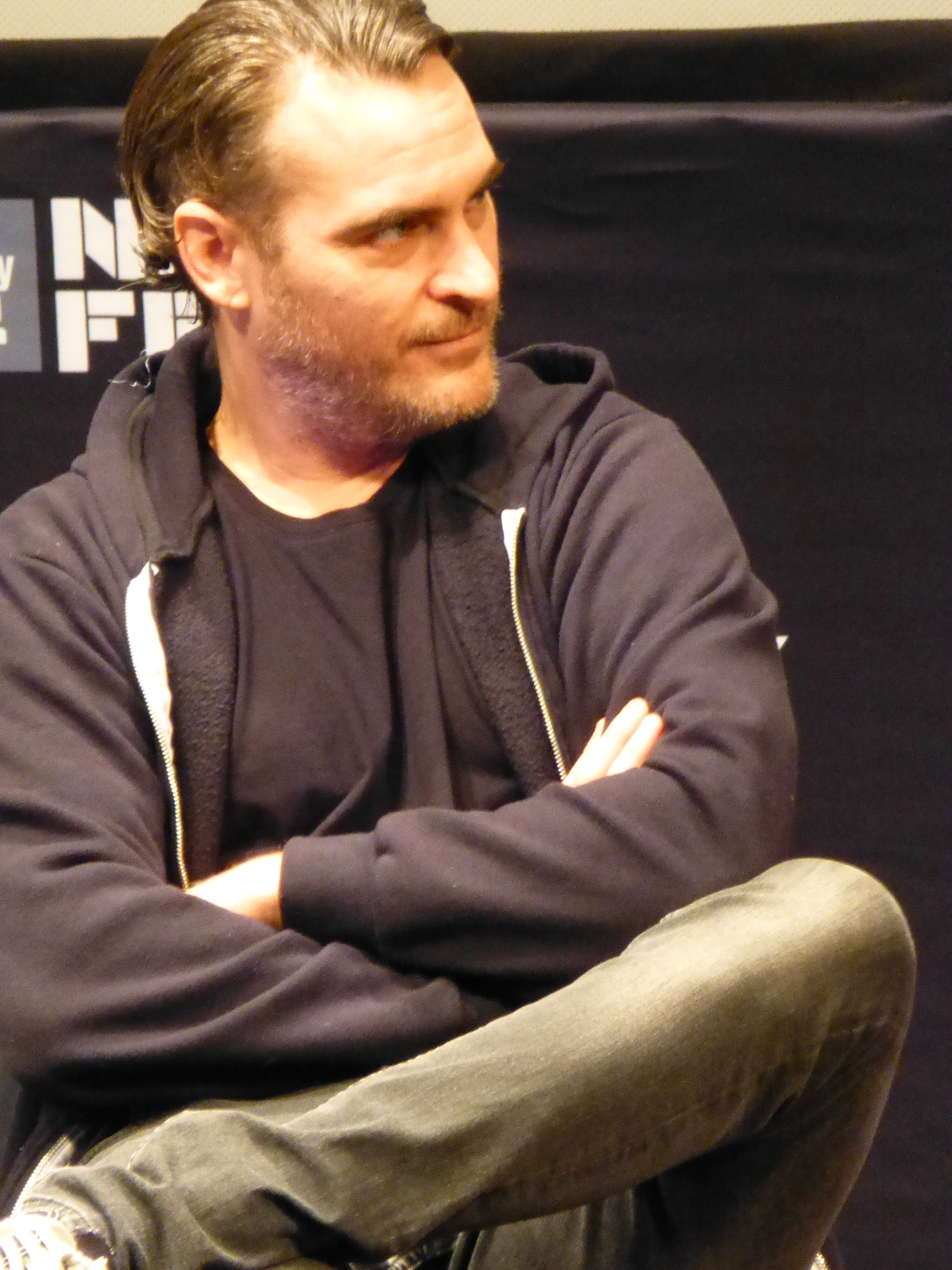
L'acteur au New York Film Festival 2014, pour Vice caché.

L'acteur est désormais sollicité par de grands cinéastes.
En 2012, s'il retrouve James Gray pour la fresque historique The Immigrant, où il est entouré de Marion Cotillard et Jeremy Renner, il est surtout pour la première fois dirigé par Paul Thomas Anderson. Ensemble, ils livrent l'ambitieux et complexe The Master, face cette fois à Philip Seymour Hoffman et Amy Adams.
Il retrouve cette dernière en 2013 pour Her, comédie dramatique de science-fiction écrite et réalisée par Spike Jonze. S'il tient le rôle principal du film, il est entouré d'un casting féminin quatre étoiles : Adams à nouveau, mais également Rooney Mara, Olivia Wilde et Scarlett Johansson.
En 2014, Paul Thomas Anderson lui confie le rôle principal de l'expérimental Inherent Vice et en 2015, il joue le rôle principal de L'Homme irrationnel, comédie dramatique écrite et réalisée par Woody Allen.
En 2017, il joue dans le thriller A Beautiful Day (You Were Never Really Here) de Lynne Ramsay. Sa performance lui vaudra un Prix d'interprétation masculine au Festival de Cannes. Il a également produit le documentaire What the Health disponible sur Netflix qui parle de l'impact de la consommation de viande et de produits laitiers sur la santé ainsi que des rouages des industries pharmaceutiques.
Il sera dirigé par son beau-frère, Casey, une seconde fois, pour le western Far Bright Star.
En 2018, il a raconté Dominion, un documentaire sur l'enquête sur la maltraitance des animaux.
En juillet 2018, il est confirmé pour jouer le Joker, pire ennemi de Batman, dans un film retraçant les origines du méchant réalisé par Todd Phillips. Malgré les controverses gravitant autour du film, la prestation de l'acteur est saluée et il se place parmi les favoris à la victoire de l'Oscar du meilleur acteur, qu'il remporte en 2020.

#### Passage à vide et échecs successifs (depuis 2020)
En 2023, il incarne Napoléon dans le nouveau film de Ridley Scott diffusé en salle le 22 novembre. Le film est cependant est un échec aussi bien critique que public. De nombreux historiens, en particulier en France, reprochent au long-métrage son lot d'incohérences et de contrefaçons. Le film sort dans une nouvelle version director's cut l'année suivante pour le lancement de la plateforme Paramount +. Il apparait cette même année dans le drame horrifique Beau is afraid d'Aris Aster qui reçoit de meilleures critiques que Napoléon.
L'année suivante, il reprend son rôle d'Arthur Fleck alias Le Joker dans la suite Joker : Folie à Deux. Le film est réalisé par la même équipe que le précédent opus. Le film mêle cette fois film de procès et comédie-musicale, deux choix qui créent la controverse en amont et lors de la sortie du film. Le film réinvente la romance entre le personnage du Joker et celui d'Harley Quinn incarnée à l'écran dans le film par la chanteuse et actrice Lady Gaga. Présenté à la Mostra de Venise 2024 où le premier film avait remporté le succès, Joker : Folie à Deux essuie les critiques négatives tant de la part de la presse que du public. Le film est un échec commercial qui atteint difficilement la barre des 200 millions de dollars, contrairement au premier volet qui avait réuni le milliard de dollars. Dans le but de minimiser l'échec commercial du film, Joker : Folie à Deux débarque ensuite sur les plateformes de streaming.
En 2025, il retrouve Emma Stone - dix ans après leurs duo dans L'Homme irrationnel de Woody Allen - dans le nouveau film d'Ari Aster, le western horrifique Eddington.

### Vie privée
Début avril 2005, Phoenix a été admis dans un centre de désintoxication pour suivre un traitement contre l'alcoolisme.
Phoenix a déclaré : « Mes parents croyaient en Dieu. Je suis juif, ma mère est juive, mais elle croit en Jésus, elle sentait un certain lien avec cela ».
Depuis 2016, il est en couple avec l'actrice Rooney Mara, avec qui il a partagé l'affiche à trois reprises dans Her, Don't Worry, He Won't Get Far on Foot et Marie Madeleine. Le 21 juillet 2019, ils officialisent leurs fiançailles. Le 18 mai 2020, ils annoncent attendre leur premier enfant. Le 27 septembre 2020, la naissance de leur fils est annoncée, il est prénommé River en hommage à River Phoenix, le frère aîné de Joaquin, mort en 1993 à l’âge de 23 ans d'une overdose. En 2024, ils attendent leur deuxième enfant.

## Engagement végan

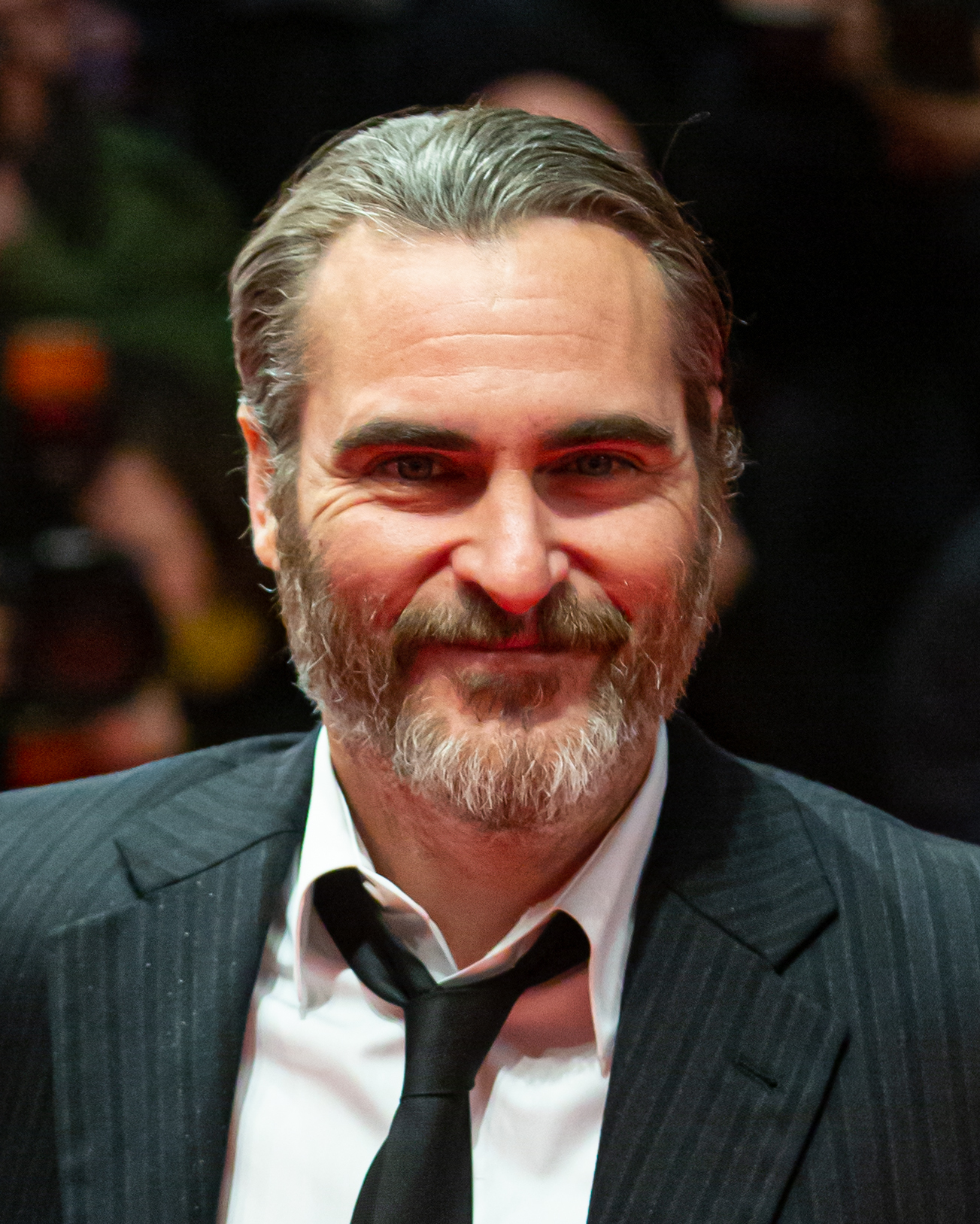
Joaquin Phoenix en 2018.

Joaquin Phoenix déclare être végan depuis l'âge de 3 ans : il ne consomme ni ne porte pour se vêtir aucun produit d'origine animale,.
Il est par ailleurs le porte-parole de l’association People for the Ethical Treatment of Animals (PETA) et est apparu dans des spots vidéo de l'association. Il a été nommé personne de l'année du PETA en 2019 pour son dévouement à vie à mettre fin au spécisme.
Oscar du meilleur acteur en 2020 pour son rôle dans le film Joker, il emploie sa tribune à la cérémonie des Oscars pour rappeler que les acteurs peuvent être « une voix pour les sans-voix » et promeut le véganisme pour des raisons éthiques : « Nous nous sentons le droit d'inséminer artificiellement une vache, et quand elle donne naissance, nous lui volons son bébé malgré ses cris d'angoisse évidents ». Dénonçant également les injustices contre les êtres humains, il souligne que les violences contre les animaux relèvent du même ordre de phénomène : « Je pense que parfois on sent, ou on nous fait sentir, que nous défendons différentes causes, mais moi, je vois une communauté de points de vue. Que l’on parle d’inégalité entre les genres ou de racisme ou de droits des personnes LGBT, des personnes indigènes ou des animaux, nous parlons de la lutte contre l’injustice »,,,.

## Engagement contre la guerre à Gaza et pour les droits des Palestiniens
À la suite de l'attaque du Hamas le 7 octobre 2023 contre Israël et les bombardements sur la bande de Gaza par Israël, Joaquin Phoenix s'est exprimé à de nombreuses reprises pour réclamer un cessez-le-feu et s'opposer à tout plan de nettoyage ethnique des Palestiniens de Gaza. Le 21 octobre 2024, il co-signe une lettre ouverte au président américain Joe Biden réclamant un cessez-le-feu. Le 13 février 2025, il signe une tribune publiée dans le New York Times dénonçant le plan Trump de déplacement de la population de Gaza : « Trump demande l’expulsion des Palestiniens de Gaza. Les Juifs disent NON au nettoyage ethnique ! » est-il écrit dans cette tribune. Le 28 mars 2025, il co-signe une lettre avec plusieurs centaines de membres de l'Académie des Oscar fustigeant le silence de l'Académie après l'arrestation brutale du cinéaste palestinien Hamdan Ballal par l'armée israélienne en Cisjordanie, quelques semaines après avoir été récompensé aux Oscar pour son film No Other Land. « Il est indéfendable qu’une organisation récompense un film la première semaine de mars, puis ne défende pas ses réalisateurs quelques semaines plus tard », estiment ces membres de l’Académie, en condamnant « l’agression brutale et la détention illégale » de Hamdan Ballal. Pour eux, la direction de l’Académie « est loin d’être à la hauteur des sentiments qu’appelle ce moment ». 

## Filmographie

### Années 1980
- 1986 : Cap sur les étoiles (SpaceCamp) d'Harry Winer : Max Graham
- 1987 : Russkies de Rick Rosenthal : Danny
- 1989 : Portrait craché d'une famille modèle (Parenthood) de Ron Howard : Garry Buckman-Lampkin

### Années 1990
- 1995 : Prête à tout (To Die For) de Gus Van Sant : Jimmy Emmett
- 1997 : U-Turn d'Oliver Stone : Toby N. Tucker
- 1997 : Les Années rebelles (Inventing the Abbotts) de Pat O'Connor : Doug Holt
- 1998 : Loin du paradis (Return to Paradise) de Joseph Ruben : Lewis McBride
- 1998 : Clay Pigeons de David Dobkin : Clay Bidwell
- 1999 : 8 Millimètres (Eight Millimeter) de Joel Schumacher : Max California

### Années 2000
- 2000 : Quills, la plume et le sang (Quills) de Philip Kaufman : L'abbé du Coulmier
- 2000 : Gladiator de Ridley Scott : Commode
- 2000 : The Yards de James Gray : Willie Gutierrez
- 2001 : Buffalo Soldiers, de Gregor Jordan : Ray Elwood
- 2002 : Signes (Signs) de M. Night Shyamalan : Merrill Hess
- 2003 : It's All About Love de Thomas Vinterberg : John
- 2003 : Frère des ours (Brother Bear) de Bob Walker et Aaron Blaise : Kenai (voix)
- 2004 : Le Village (The Village) de M. Night Shyamalan : Lucius Hunt
- 2004 : Hôtel Rwanda de Terry George : Le journaliste Jack Daglish
- 2004 : Piège de feu (Ladder 49) de Jay Russell : Jack Morrison
- 2004 : Earthlings de Shaun Monson (documentaire) : Narrateur
- 2005 : Walk the Line de James Mangold : Johnny Cash
- 2007 : La nuit nous appartient (We Own The Night) de James Gray : Robert « Bobby » Grusinsky
- 2008 : Reservation Road de Terry George : Ethan Learner
- 2008 : Two Lovers de James Gray : Leonard Kraditor

### Années 2010
- 2010 : I'm Still Here de Casey Affleck : lui-même
- 2012 : The Master de Paul Thomas Anderson : Freddie Quell
- 2013 : The Immigrant de James Gray : Bruno Weiss
- 2013 : Her de Spike Jonze : Theodore
- 2014 : Inherent Vice de Paul Thomas Anderson : Larry « Doc » Sportello
- 2015 : L'Homme irrationnel (Irrational Man) de Woody Allen : Abe
- 2017 : A Beautiful Day (You Were Never Really Here) de Lynne Ramsay : Joe
- 2018 : Marie Madeleine (Mary Magdalene) de Garth Davis : Jésus-Christ
- 2018 : Don't Worry, He Won't Get Far on Foot de Gus Van Sant : John Callahan
- 2018 : Les Frères Sisters (The Sisters Brothers) de Jacques Audiard : Charlie Sisters
- 2018 : Dominion de Chris Delforce : Narrateur
- 2019 : Joker de Todd Phillips : Arthur Fleck / Le Joker

### Années 2020
- 2021 : Nos âmes d'enfants (C'Mon C'Mon) de Mike Mills : Johnny
- 2023 : Beau Is Afraid d’Ari Aster : Beau Wassermann
- 2023 : Napoléon de Ridley Scott : Napoléon Bonaparte
- 2024 : Joker : Folie à deux de Todd Phillips : Arthur Fleck / Le Joker
- 2025 :  Eddington d'Ari Aster : shérif Joe Cross
- 2025 : Polaris de Lynne Ramsay

## Distinctions
Cette section récapitule les principales récompenses et nominations obtenues par Joaquin Phoenix. Pour une liste plus complète, consulter IMDb.

## Voix francophones
En France, Joaquin Phoenix est généralement doublé en alternance par Boris Rehlinger (11 reprises) et Bruno Choël (8 reprises), même si ce dernier le double de moins en moins. Boris Rehlinger l'a notamment doublé dans The Yards, La nuit nous appartient, A Beautiful Day ou encore Joker tandis que Bruno Choël le double notamment dans Gladiator, Signes, Le Village ou The Master.
À titre exceptionnel, il a notamment été doublé par Jean-Michel Fête dans The Immigrant, Arnaud Bedouët dans Her ou encore par Loïc Corbery dans Marie Madeleine.
Au Québec, Daniel Picard est la voix québécoise régulière de l'acteur.
Versions françaises
- Boris Rehlinger dans The Yards, La nuit nous appartient, Inherent Vice, L'Homme irrationnel, A Beautiful Day, Joker[33], etc.

- Bruno Choël dans Gladiator, Buffalo Soldiers, Signes, Le Village, Walk the Line, The Master, Frère des ours[33], etc.

## Documentaire
- 2023 : Joaquin Phoenix, un acteur possédé réalisé par Tom Ehrhardt

## Vidéographie
- Luc Lagier, « C’est quoi Joaquin Phoenix ? » [vidéo], sur Blow-Up, Arte, 2 février 2022.